# マウントサイナイ医科大学

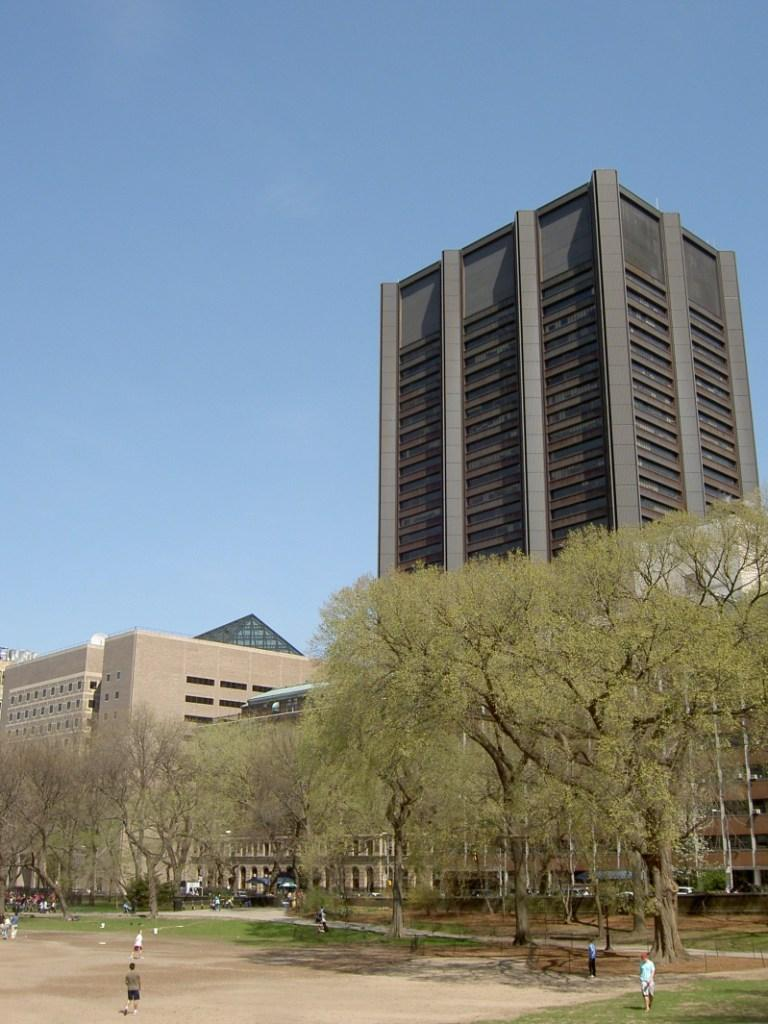
マウント・サイナイ医科大学

マウントサイナイ医科大学（マウントサイナイいかだいがく、マウント・サイナイ・アイカーン医科大学、Icahn School of Medicine at Mount Sinai、旧マウント・サイナイ医科大学）は、ニューヨーク市マンハッタン区にある私立の医科大学（メディカル・スクール）である。
大学キャンパスと複合的に、マウントサイナイ病院（マウントサイナイ医療センター）を併設する。

## 概要
キャンパスおよび医療センターは、マンハッタンのアッパーイーストサイド地区のセントラルパークと5番街に面する4ブロックを占めている。
毎年大学ランキングの上位40校を発表して話題となるUSニューズ&ワールド・レポート誌の最新調査（2020年）では、医学部ランキングの全米20位であり、アメリカ国立衛生研究所（NIH）からの研究助成金ランキングでは全米13位（2019年）であった。

## 歴史
1852年ユダヤ人のための病院として、マウント・サイナイ病院が開設
1963年マウント・サイナイ医科大学設立
1999年ニューヨーク大学と提携
2012年11月14日カール・アイカーンの栄誉を称え、マウント・サイナイ・アイカーン医科大学 (Icahn School of Medicine at Mount Sinai) と名称を変更

## マウントサイナイ病院
専門医療のためのベッド数1171床と、1800人以上のスタッフを擁する、ニューヨーク市にある総合病院・医学教育病院である。マウントサイナイ医科大学に併設される所在地は、全米で最も富裕とされるマンハッタン・アッパー・イースト・サイド地区と、それとは対照的なハーレム地区との境界である。クイーンズ・マウントサイナイ病院 (Mount Sinai Hospital of Queens) を始め、ニューヨーク都市圏内に数多くの提携病院がある。